# ガンジスに還る
『ガンジスに還る』（ガンジスにかえる、原題：Hotel Salvation / Mukti Bhawan）は、2016年に公開されたインドのコメディドラマ映画。監督・脚本はシュバシシュ・ブティアニ、プロデューサーはサンジャイ・ブティアニが務め、ヴァーラーナシーで人生の終焉を迎えようとする父とその世話をすることになった息子を描いている。アディル・フセインとラリット・ベヘルが主演を務め、2016年9月2日に第73回ヴェネツィア国際映画祭で上映され、インドでは2017年4月7日から公開された。

## あらすじ
自らの最期が近いことを悟ったダヤはヴァーラーナシーで終焉を迎えることを望み、息子ラジーヴは父の世話をするために同行することになった。ダヤはミシュラが運営する「解脱の家」に入り、同じように人生の最期を迎えようとする人々と暮らすようになるが、ラジーヴは「解脱の家」でも仕事に追われ一刻も早く自宅に帰りたいと考えていた。ダヤは夫に先立たれて以降、18年間「解脱の家」に滞在する女性ヴィムラと親しくなり交流を重ねるが、ある日体調を崩して寝込んでしまう。ダヤは病床で、それまで良好な関係を築くことができなかったことをラジーヴに謝罪し、2人の関係は緩和する。ラジーヴは父の死が近いことを察して妻ラタと娘スニタを「解脱の家」に呼ぶが、ダヤの体調は回復する。回復したダヤは結婚を控えているスニタと日々を過ごし、ラタは一向に自宅に戻らないラジーヴに不満を募らせ、ダヤを連れて帰ってくるように促す。ラジーヴは父と共に残ることに決め、ラタとスニタは自宅に帰っていく。
ラジーヴは父やヴィムラと穏やかな日々を過ごしていたが、ある日スニタから「婚約を破棄した」という連絡を受け動揺する。同じころ、仕事でも顧客を逃してしまいラジーヴは意気消沈してしまう。ラジーヴの様子を知ったヴィムラは、息子と話し合うようにダヤに勧めるが、彼女は翌日死去してしまう。ダヤはラジーヴに自宅に帰るように勧め、ラジーヴは「解脱の家」に残ろうとするものの、父の説得を受けて自宅に帰っていく。ラジーヴはスニタと上手く接することができない日々を過ごす中、父が死んだという連絡を受け取る。「解脱の家」でダヤの遺品の整理をする中でラジーヴはスニタとの関係を修復し、2人はラタと共に父の葬儀を執り行う。

## キャスト
- ラジーヴ - アディル・フセイン
- ダヤ - ラリット・ベヘル（英語版）
- ラタ - ギータンジャリ・クルカルニー（英語版）
- スニタ - パロミ・ゴーシュ（英語版）
- ヴィムラ - ナヴニンドラ・ベヘル（英語版）
- ミシュラ - アニル・ラストーギー

## 批評
Rotten Tomatoesには15件のレビューが寄せられ支持率100%、平均評価7.8/10となっており、Metacriticでは4件のレビューに基き80/100の評価が与えられている。ガーディアンのレスリー・フェルペリンは4/5の星を与え、「ビジネスマンの息子と最後の旅にでかける父を描いたシュバシシュ・ブティアニの夢のようなコメディドラマはスマートで痛みを伴い、魅了する」と批評している。エンパイアのデヴィッド・パーキンソンは4/5の星を与え、「微妙な場所とスペース感覚と少ない予算で撮影され、この印象的なデビューは若い監督による悲しみと同情によって死を考えさせる」と批評した。
ザ・タイムズ・オブ・インディアのニヒット・バーブは3.5/5の星を与え、「ブティアニはインディーズ映画の魅力的なキャストを組みたてました。ベヘルとフセインは父と息子のデュエットとして互いに挫折し、愛されます。脚本は貧弱過ぎてゆっくりとしたペースで進み、最後はやや甘さがあります。製作者たちはゆっくりとした瞑想的な祭典の映画を露わにするが、思いやりのあるキャラクターとユーモアが、それを楽しく見せます」と批評している。Rediff.comのスカニヤ・ヴェルマは4/5の星を与え、「『ガンジスに還る』は圧倒的な深さと崇高なビジョンを持つ映画である」と批評している。

## 受賞・ノミネート
| 受賞年           | 映画賞                                               | 部門                         | 対象                                                                                     | 結果       | 出典   |
| ---------------- | ---------------------------------------------------- | ---------------------------- | ---------------------------------------------------------------------------------------- | ---------- | ------ |
| 2016年           | UNESCOガンディー・メダル                             | 作品賞                       | ガンジスに還る                                                                           | 受賞       | [ 18 ] |
| 2016年           | ビエンナーレ・カレッジ - シネマ                      | 作品賞                       | ガンジスに還る                                                                           | 受賞       | [ 19 ] |
| 2016年           | ニューヨーク・インディアン・フィルム・フェスティバル | 作品賞                       | ガンジスに還る                                                                           | 受賞       | [ 19 ] |
| 2016年           | 釜山国際映画祭                                       | アジア映画部門               | ガンジスに還る                                                                           | 受賞       | [ 19 ] |
| 2017年           | ウズール映画祭                                       | 批評家賞                     | ガンジスに還る                                                                           | 受賞       | [ 19 ] |
| 2017年           | インディー・ミーム・フェスティバル                   | 観客賞                       | ガンジスに還る                                                                           | 受賞       | [ 19 ] |
| 2017年           | シュトゥットガルトインド映画祭                       | 観客賞                       | ガンジスに還る                                                                           | 受賞       | [ 19 ] |
| 2017年           | ムーヴ祭                                             | ビハインド・ザ・シークエンス | ガンジスに還る                                                                           | 受賞       | [ 19 ] |
| 2017年           | Festival du Film d’Asie                              | 審査員賞                     | ガンジスに還る                                                                           | 受賞       | [ 19 ] |
| 2017年           | DC南アジア映画祭                                     | 主演男優賞                   | アディル・フセイン                                                                       | 受賞       | [ 19 ] |
| 2017年           | ジャグラン映画祭                                     | 主演男優賞（特別賞）         | アディル・フセイン                                                                       | 受賞       | [ 19 ] |
| 2017年           | ジャグラン映画祭                                     | 新人監督賞                   | シュバシシュ・ブティアニ                                                                 | 受賞       | [ 19 ] |
| 2017年3月3日     | 国家映画賞                                           | 審査員特別賞                 | シュバシシュ・ブティアニ、レッドカーペット・ムービング・ピクチャーズ、アディル・フセイン | 受賞       | [ 20 ] |
| 2018年1月15-18日 | ラージャスターン州国際映画祭                         | 作品賞                       | ガンジスに還る                                                                           | 受賞       |        |
| 2018年1月15-18日 | ラージャスターン州国際映画祭                         | 主演男優賞                   | アディル・フセイン                                                                       | 受賞       |        |
| 2018年1月15-18日 | ラージャスターン州国際映画祭                         | 監督賞                       | シュバシシュ・ブティアニ                                                                 | 受賞       |        |
| 2018年1月16日    | インド映画オンライン賞                               | 脚本賞（オリジナル）         | シュバシシュ・ブティアニ                                                                 | 受賞       | [ 21 ] |
| 2018年1月16日    | インド映画オンライン賞                               | 監督賞                       | シュバシシュ・ブティアニ                                                                 | ノミネート | [ 21 ] |
| 2018年1月16日    | インド映画オンライン賞                               | 特別賞（俳優）               | アディル・フセイン                                                                       | 受賞       | [ 21 ] |
| 2018年1月16日    | インド映画オンライン賞                               | 長編映画賞                   | ガンジスに還る                                                                           | ノミネート | [ 21 ] |
| 2018年1月16日    | インド映画オンライン賞                               | 男優賞                       | ラリット・ベヘル                                                                         | ノミネート | [ 21 ] |
| 2018年1月20日    | フィルムフェア賞                                     | 脚本賞                       | シュバシシュ・ブティアニ                                                                 | 受賞       | [ 22 ] |
| 2018年1月20日    | フィルムフェア賞                                     | 原案賞                       | シュバシシュ・ブティアニ                                                                 | ノミネート | [ 23 ] |
| 2018年1月20日    | フィルムフェア賞                                     | 作曲賞                       | タジダール・ジュネイド                                                                   | ノミネート | [ 23 ] |
| 2018年1月20日    | フィルムフェア賞                                     | 審査員選出作品賞             | ガンジスに還る                                                                           | ノミネート | [ 23 ] |
| 2018年3月6日     | ボリウッド映画ジャーナリスト賞                       | 脚色賞（オリジナル）         | シュバシシュ・ブティアニ                                                                 | 受賞       | [ 24 ] |
| 2018年3月6日     | ボリウッド映画ジャーナリスト賞                       | 脚本賞                       | シュバシシュ・ブティアニ                                                                 | 受賞       | [ 24 ] |
| 2018年3月20日    | ニュース18リール・ムービー・アワード                 | 脚本賞                       | シュバシシュ・ブティアニ                                                                 | 受賞       | [ 25 ] |
| 2018年3月20日    | ニュース18リール・ムービー・アワード                 | 監督賞                       | シュバシシュ・ブティアニ                                                                 | ノミネート | [ 26 ] |
| 2018年3月20日    | ニュース18リール・ムービー・アワード                 | 作品賞                       | ガンジスに還る                                                                           | 受賞       | [ 26 ] |
| 2018年3月20日    | ニュース18リール・ムービー・アワード                 | 主演男優賞                   | アディル・フセイン                                                                       | ノミネート | [ 26 ] |
| 2018年3月20日    | ニュース18リール・ムービー・アワード                 | 助演男優賞                   | ラリット・ベヘル                                                                         | ノミネート | [ 26 ] |
| 2018年3月20日    | ニュース18リール・ムービー・アワード                 | 撮影賞                       | マイケル・マクスウィーニー、デヴィッド・フーラー                                         | ノミネート | [ 27 ] |
| 2018年3月20日    | ニュース18リール・ムービー・アワード                 | 編集賞                       | マナス・ミッタル                                                                         | ノミネート | [ 27 ] |